# Ріо-Буено
Ріо-Буено (ісп. Río Bueno) — річка в провінції Ранко регіону Лос-Ріос Чилі

## Географія
Довжина річки становить 130 км. Площа басейну — 15 367 км. Річка бере початок в західній частині озера Ранко на висоті 150 метрів. Тече в загальному західному напрямку, впадає в Тихий океан в районі мису Ескалера. У нижній течії річка служить кордоном між провінцією Ранко регіону Лос-Ріос і провінцією Осорно регіону Лос-Лагос.
Найбільші притоки — річка Рауе, що бере початок в озері Рупанко, і річка Пільмайкен, що приносить в Ріо-Буено води озера Пуєуе.
У середній течії річки, на її південному березі, розташоване однойменне місто, недалеко від річки знаходиться і Ла-Уньон, адміністративний центр провінції Ранко.